# مکس اشنتلر
مکس اشنتلر (به انگلیسی: Max Schnettler) (زادهٔ ۳۰ ژانویهٔ ۱۹۸۶) شناگر اهل شیلی است.